# Campanula fenestrellata
Campanula fenestrellata är en klockväxtart som beskrevs av Heinrich Feer. Campanula fenestrellata ingår i släktet blåklockor, och familjen klockväxter.

## Underarter
Arten delas in i följande underarter:
- C. f. debarensis
- C. f. fenestrellata
- C. f. istriaca

## Bildgalleri

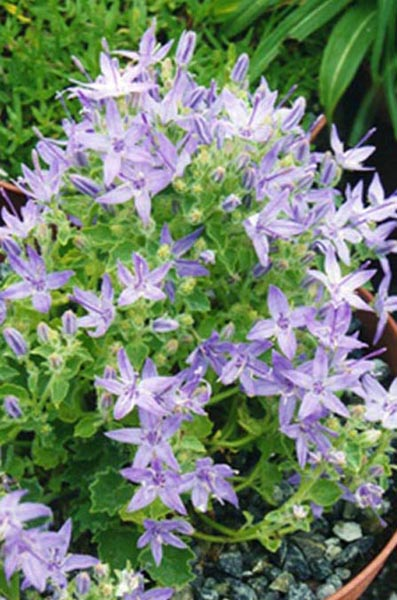
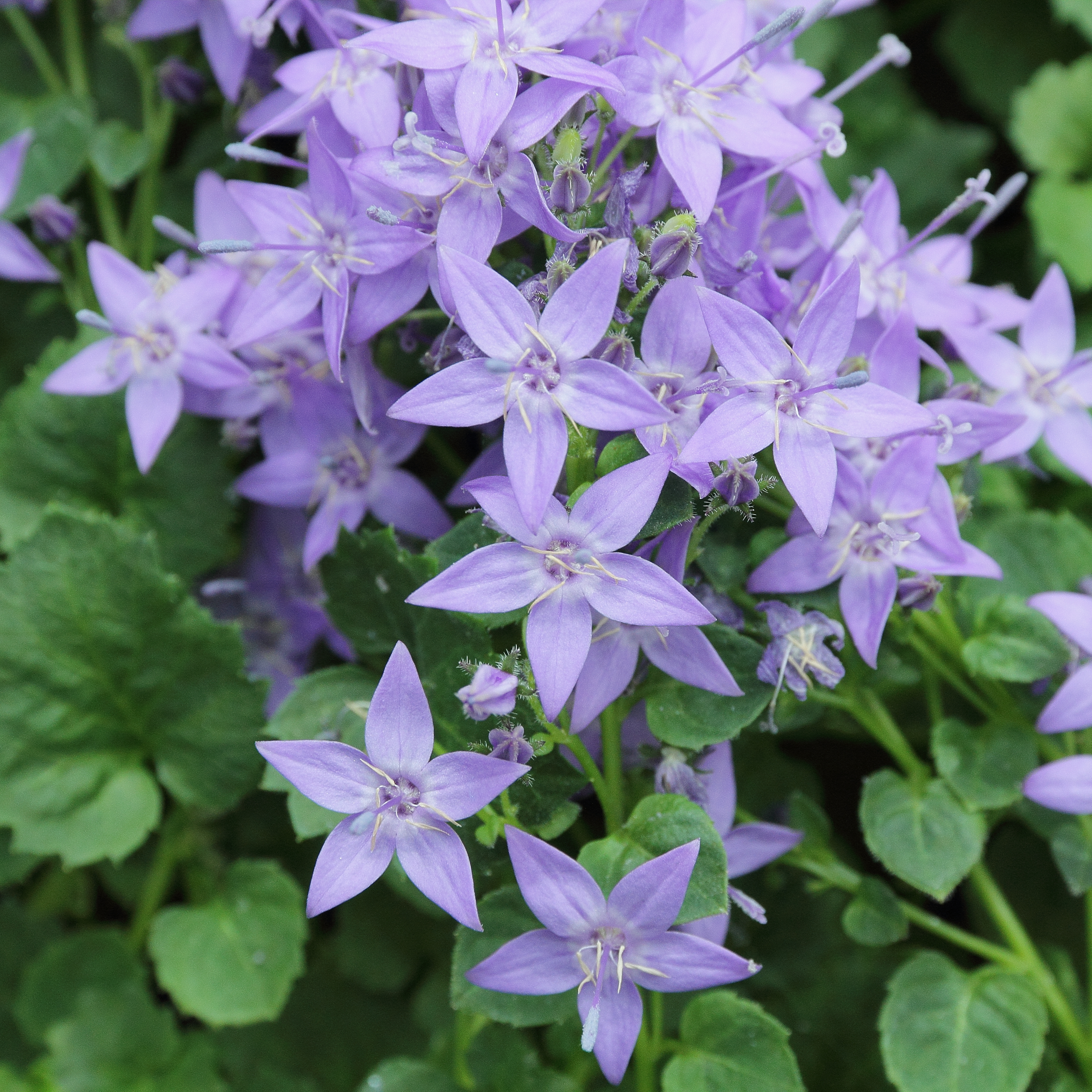
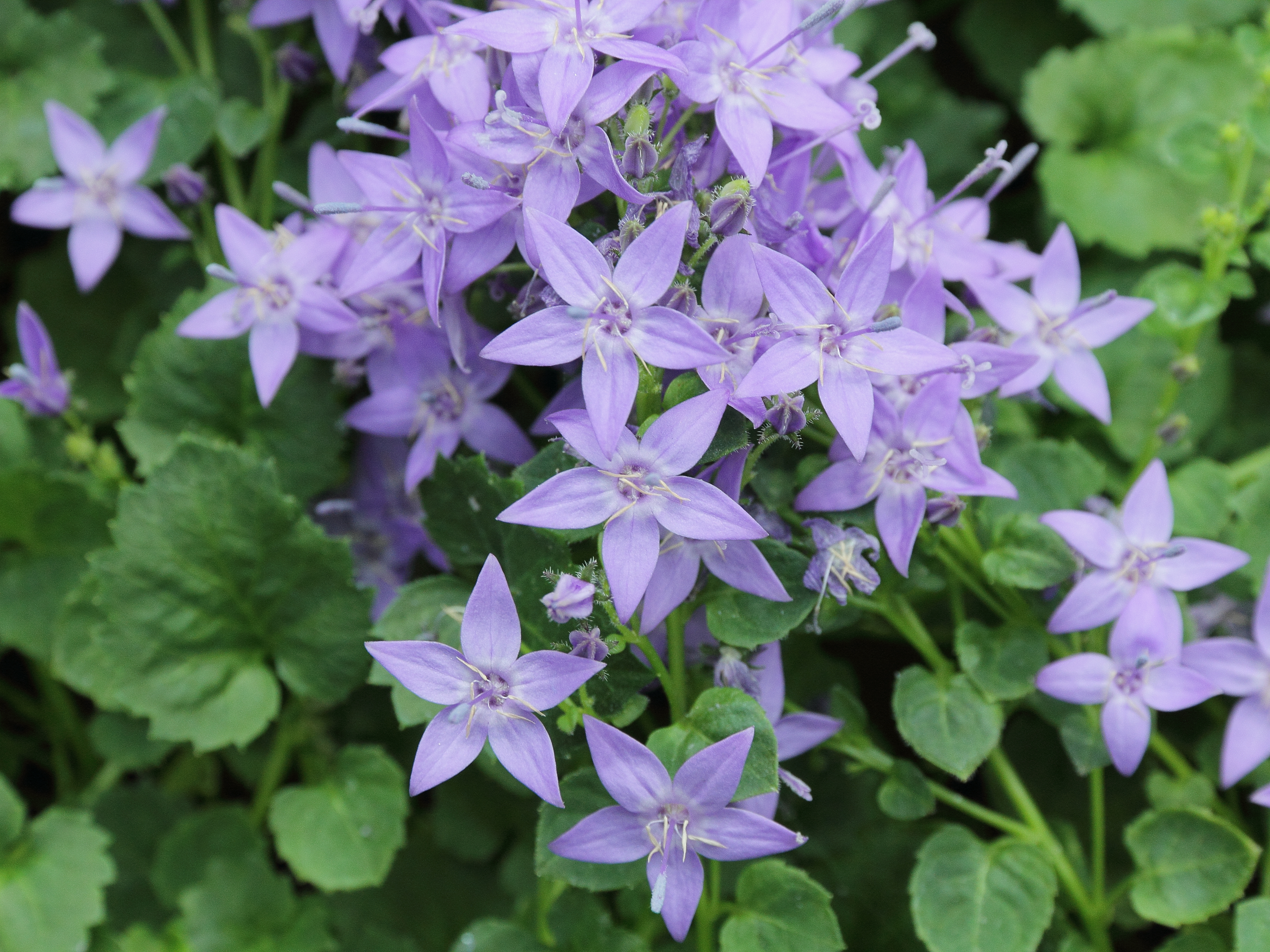
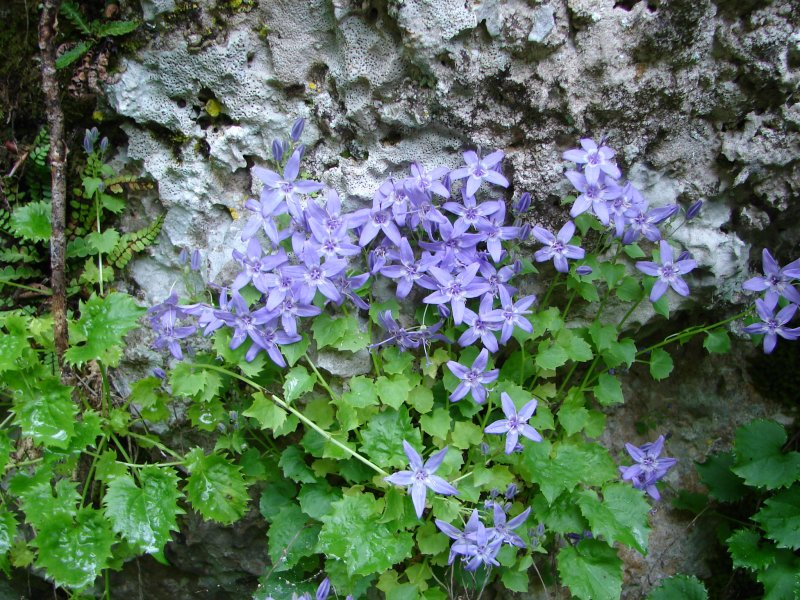
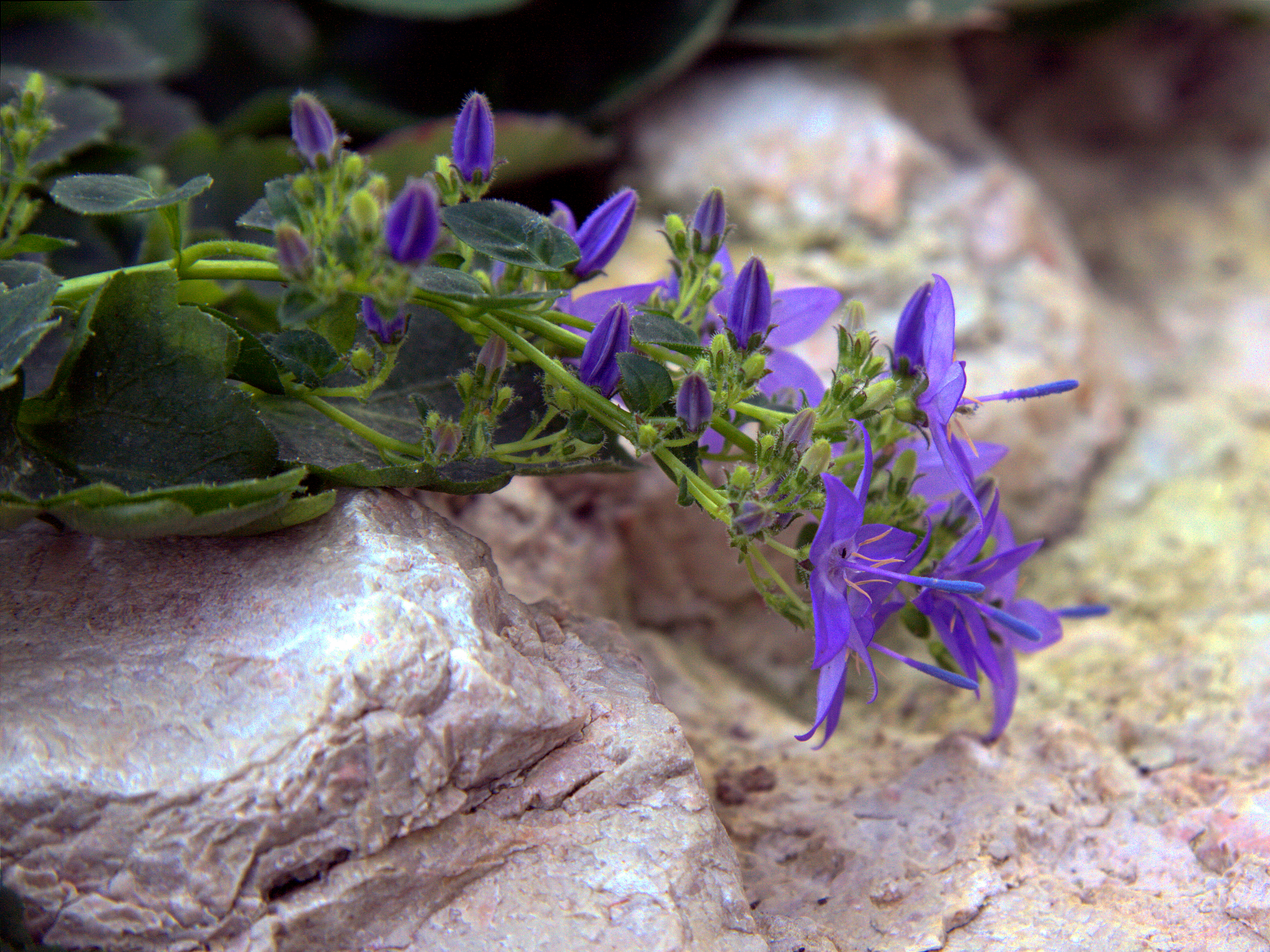